# Louis Odier
Louis Odier (ur. 17 marca 1748 w Genewie, zm. 14 kwietnia 1817 tamże)  – genewski lekarz, tłumacz i redaktor angielskich prac medycznych. Propagował szczepienia przeciw ospie prawdziwej w Europie. Stosował informacje zawarte w dokumentacji medycznej do oceny prawdopodobieństwa przeżycia i do planowania ekonomicznego.

## Życiorys

### Pochodzenie i wykształcenie
Louis Odier był potomkiem osiadłych w Genewie hugenotów, jego ojciec, urodzony w Pont-en-Royans w historycznej krainie Delfinatu, przybył do Genewy w 1714 roku. Louis urodził się w suwerennej w tym okresie Republice Genewskiej, w protestanckiej rodzinie polityków, bankierów, lekarzy i inżynierów. Był synem Luizy de Villas i kupca Antoniego Odier. Jego brat, Jean-Antoine Odier, był producentem bawełny, a bratanek, Antoine Odier, był francuskim politykiem i bankierem.
Louis Odier studiował w Genewie filozofię, gdzie razem z trzema przyjaciółmi założył czasopisma "Literary Society" i "Philosophical Society". W 1767 roku pojechał do Edynburga na studia medyczne. W 1770 roku otrzymał stopień doktora i pozostał w Edynburgu do 1772 roku. Zaprzyjaźnił się tam wtedy z innym lekarzem genewskim François-Étienne de La Roche. W tym czasie został wybrany na prezesa Towarzystwa Medycznego w Edynburgu. Studiował także zagadnienia medyczne w innych miastach europejskich. W Londynie spędził 9 miesięcy gdzie w szpitalu św. Tomasza uczęszczał, między innymi, na wykłady George Fordyce’a i Williama Huntera. Na Uniwersytecie w Leidzie profesorem jego był Hieronymus David Gaubius. W Paryżu uczęszczał na wykłady Pierre Joseph Macquer and Guillaume-François Rouelle.

### Podróże po Europie
Powrócił do Genewy w 1772 roku, zatrzymując się w Londynie i Paryżu. W miastach tych miał okazję szczegółowego zapoznania się z przebiegiem ospy prawdziwej i z wynikami szczepień ochronnych przeciw tej chorobie. W tym czasie zwolennicy szczepień kontynuowali rozwój technik szczepiennych pomimo licznych głosów krytycznych. W 1769 roku dr Jobst Bose z Getyngi wykazał, że spożycie mleka od krów chorujących na krowiankę może wywołać odporność na wystąpienie choroby. W 1774 roku Benjamin Jesty, rolnik z Yetminster, wykonał pierwsze na świecie zakończone sukcesem zaszczepienie swojej żony i dwóch synów przeciw ospie prawdziwej, wcierając im w zadrapania na ramieniu wydzielinę z krosty krowy chorej na krowiankę.  

### Powrót do Genewy
W 1773 roku Louis Odier poślubił swoją dziecięcą miłość Suzanne Baux (córkę kupca Jean-Louis Baux i Judith Tardieu). Wkrótce po ślubie małżonka zachorowała na nierozpoznaną chorobę i zmarła bezpotomnie w 1778 roku. W roku 1780 poślubił Andrienne Lecointe (córkę pastora Gédéona Lecointe i Louise Galiffe), mieli trzech synów i dwie córki.  
W Genewie Odier pracował jako lekarz od 1773 do 1817 roku. Rozpoczął karierę akademicką wykładami z chemii, ze szczególnym uwzględnieniem pojęcia ciepła utajonego odkrytego niedawno przedtem przez szkockiego chemika Josepha Black. Przyczyniło się to do rozpowszechnienia tej teorii na kontynencie europejskim. Odier przeciwstawiał się także panującym wtedy w Europie zastrzeżeniom przeciw szczepieniom. Poglądy swoje zawarł w listach do Antona de Haen opublikowanych w Journal de Médecine. W swoich argumentach Odier posługiwał się analizą danych umieralności na ospę w Londynie. Wysoko oceniał postępowe przekonania dotyczące zdrowia prezentowane przez Johanna Petera Franka, próbował stosować jego idee w szwajcarskich i francuskich przedsiębiorstwach. Był uczniem szwajcarskiego lekarza Teodora Tronchin, jednego z pierwszych promotorów szczepień przeciw ospie prawdziwej.
W roku 1780 opublikował zbiór statystycznych tablic umieralności dla Genewy na lata 1777 i 1778, w którym podkreślał wartość takiej analizy dla ekonomii zagadnień zdrowia. Był doradcą medycznym banków w zakresie wprowadzenia umów renty dożywotnej. Swoje obserwacje i sugestie dotyczące tych rent opisał w Journal de Genève z 1791 roku a następnie w Bibliothèque britannique w 1797 roku. Pozostawił wiele listów i rękopisów, przechowywanych w Bibliotece Genewskiej. W dziedzinie współczesnych mu nowych metod leczenia, stosował olej rycynowy w tasiemczycy, tlenku bizmutu w dyspepsjach.
Odier, lekarz - filozof, był przepełniony ideami Oświecenia, był redaktorem tygodnika Journal de Genève w latach 1789–1791. Był członkiem Rady Dwustu od 1788 roku, pracował nad genewskim kodeksem karnym po przyłączeniu Genewy do Republiki Francuskiej w 1798 roku.

### Szczepienia przeciw ospie prawdziwej
Louis Odier w wysokim stopniu przyczynił się do wprowadzenia szczepień we Francji i Szwajcarii po odkryciu przez Edwarda Jennera w 1796 roku skutecznej metody szczepień ospą krowią.
Tłumaczył na francuski prace Edwarda Jennera. Przetłumaczył na język francuski angielski termin cow pox jako variole vaccine, co doprowadziło później do utworzenia terminu wakcynacja. Gwałtownie atakował sabaudzkich i walezańskich duchownych za opóźnianie rozpowszechniania szczepień ochronnych.